# El Jazmín (Jalisco)
El Jazmín es una localidad del estado mexicano de Jalisco. Es parte del municipio de San Gabriel.

## Demografía
| Gráfica de evolución demográfica |
|                                  |

| Censo | Población |
| ----- | --------- |
| 1900  | 563       |
| 1910  | 520       |
| 1921  | 912       |
| 1930  | 282       |
| 1940  | 479       |
| 1950  | 602       |
| 1960  | 711       |
| 1970  | 1 071     |
| 1980  | 922       |
| 1990  | 1 172     |
| 2000  | 1 032     |
| 2010  | 1 061     |
| 2020  | 1 176     |